# Genoa C.F.C. Primavera
Genoa Cricket and Football Club Primavera es un club de fútbol italiano con sede en Génova, Liguria. Fundado el 7 de septiembre de 1893, es el primer equipo de fútbol oficial de Italia. Es el equipo sub-20 del Genoa Cricket & Football Club. Participa en el Campionato Primavera 2 y en la Copa Italia Primavera.

## Jugadores

### Canteranos destacados
| - Italia: - Augusto Bergamino - Emilio Caprile - Domenico Criscito - Stephan El Shaarawy - Stefano Eranio - Luigi Ferraris | - - Sebastiano Nela - Christian Panucci - Mattia Perin - Roberto Pruzzo - Stefano Sturaro - Uruguay: - Diego Polenta |

## Palmarés
| Competiciones Nacionales        | Títulos     | Subcampeonatos |
| ------------------------------- | ----------- | -------------- |
| Torneo Primavera (Calcio) (1/0) | 2009/10.    |                |
| Copa Italia Primavera (1/0):    | 2008/09.    |                |
| Supercopa Primavera (2/0)       | 2009, 2010. |                |
| Torneo de Viareggio (2/1)       | 1965, 2007. | 2005.          |